# 2e étape du Tour de France 1935
Pour un article plus général, voir Tour de France 1935.
La 2e étape du Tour de France 1935 s'est déroulée le vendredi 5 juillet.
Les coureurs relient Lille (Nord) à Charleville (Ardennes), au terme d'un parcours de 192 kilomètres.
La course, se déroulant majoritairement sur des pavés, est émaillée de nombreuses crevaisons.
Le Français Charles Pélissier gagne l'étape tandis que le Belge Romain Maes conserve la tête du classement général.
À l'issue de l'étape, cinq coureurs sont éliminés, il reste 85 coureurs qualifiés pour l'étape suivante.

## Parcours
Une grande partie de la course se déroule sur des routes pavées. Le départ est donné de Lille, au café de la Gendarmerie, sur le boulevard Louis XIV, puis les coureurs rejoignent Valenciennes, Maubeuge, Hirson et Charleville où l'arrivée est jugée sur le stade-vélodrome municipal.

## Déroulement de la course

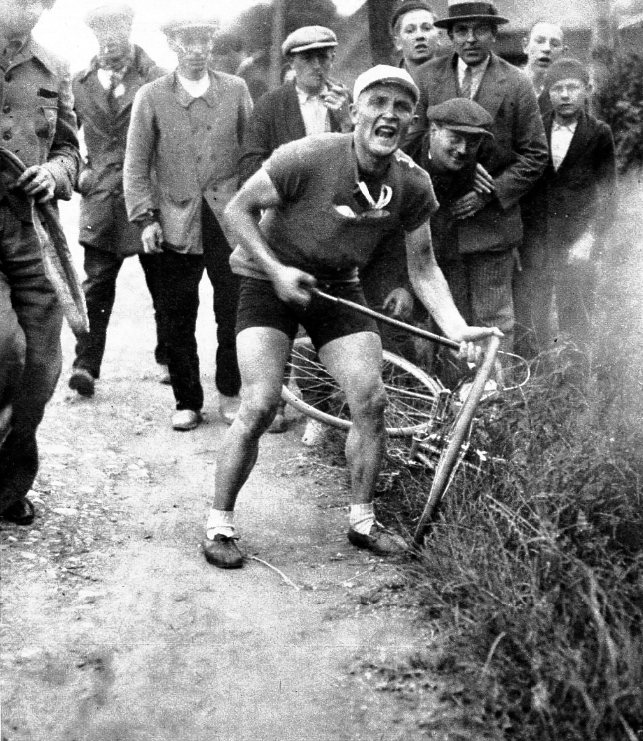
Romain Maes répare une crevaison lors de la deuxième étape du Tour de France 1935.

Dès le début de l'étape, un groupe de quatre coureurs composé de Roger Lapébie, Julien Vervaecke, Anton Hodey et Robert Renoncé  s'échappe.
À Cysoing, Hodey et Lapébie chutent tandis que Vervaecke et Renoncé crèvent. L'échappée est terminée.
Une nouvelle échappée de douze coureurs se forme vers Mouchin, elle est composée du maillot jaune Romain Maes et de Jules Merviel, Jules Lowie, Charles Pélissier, René Le Grevès, René Debenne, Anton Hodey, Jean Fontenay, Léo Amberg, Aldo Bertocco,  Antonin Magne et Vicente Trueba.
À Valenciennes, l'échappée ne compte plus que sept coureurs, Romain Maes, Hodey, Le Grevès, Amberg, Lowie ayant été ralentis par des crevaisons.
L'échappée est reprise à 20 km de l'arrivée et c'est Charles Pélissier qui s'impose au sprint sur le vélodrome de Charleville devant Georges Speicher, Vasco Bergamaschi, Gustave Danneels et Edgard De Caluwé.
Giuseppe Martano, Joseph Moerenhout, Mario Cipriani, Roland Fleuret, Aimable Denhez sont éliminés, 85 coureurs prendront le départ de la 3e étape.

## Classements

### Classement de l'étape
| \| Classement de l'étape \| Classement de l'étape \| Classement de l'étape \| Classement de l'étape \| Classement de l'étape \| \| Coureur \| Coureur \| Pays \| Équipe \| Temps \| \| --------------------- \| --------------------- \| --------------------- \| ------------------------- \| --------------------- \| \| 1er \| Charles Pélissier \| France \| Génial Lucifer-Hutchinson \| \| \| 2e \| Georges Speicher \| France \| \| \| \| 3e \| Vasco Bergamaschi \| Italie \| \| \| \| 4e \| Gustave Danneels \| Belgique \| Alcyon-Dunlop \| \| \| 5e \| Edgard De Caluwé \| Belgique \| \| \| \| 6e \| René Debenne \| France \| \| \| \| 7e \| Jules Merviel \| France \| \| \| \| 8e \| Remo Bertoni \| Italie \| \| \| \| 9e \| Francesco Camusso \| Italie \| Legnano-Wolsit \| \| \| 10e \| Sylvère Maes \| Belgique \| \| \| |                   |          |                           |       |
| |                   |          |                           |       |
| |                   |          |                           |       |
| Classement de l'étape |                   |          |                           |       |
| Coureur | Coureur           | Pays     | Équipe                    | Temps |
| 1er | Charles Pélissier | France   | Génial Lucifer-Hutchinson |       |
| 2e | Georges Speicher  | France   |                           |       |
| 3e | Vasco Bergamaschi | Italie   |                           |       |
| 4e | Gustave Danneels  | Belgique | Alcyon-Dunlop             |       |
| 5e | Edgard De Caluwé  | Belgique |                           |       |
| 6e | René Debenne      | France   |                           |       |
| 7e | Jules Merviel     | France   |                           |       |
| 8e | Remo Bertoni      | Italie   |                           |       |
| 9e | Francesco Camusso | Italie   | Legnano-Wolsit            |       |
| 10e | Sylvère Maes      | Belgique |                           |       |

### Classement général à l'issue de l'étape
| \| Classement général \| Classement général \| Classement général \| Classement général \| Classement général \| \| Coureur \| Coureur \| Pays \| Équipe \| Temps \| \| ------------------ \| ------------------ \| ------------------ \| ------------------------- \| ------------------ \| \| 1er \| Romain Maes \| Belgique \| Alcyon-Dunlop \| \| \| 2e \| Charles Pélissier \| France \| Génial Lucifer-Hutchinson \| \| \| 3e \| Edgard De Caluwé \| Belgique \| \| \| \| 4e \| Antonin Magne \| France \| France-Sport-Dunlop \| \| \| 5e \| Georges Speicher \| France \| \| \| \| 6e \| Jules Merviel \| France \| \| \| \| 7e \| René Bernard \| France \| \| \| \| 8e \| Sylvère Maes \| Belgique \| \| \| \| 9e \| Eugenio Gestri \| Italie \| \| \| \| 10e \| Pierre Cloarec \| France \| \| \| |                   |          |                           |       |
| |                   |          |                           |       |
| |                   |          |                           |       |
| Classement général |                   |          |                           |       |
| Coureur | Coureur           | Pays     | Équipe                    | Temps |
| 1er | Romain Maes       | Belgique | Alcyon-Dunlop             |       |
| 2e | Charles Pélissier | France   | Génial Lucifer-Hutchinson |       |
| 3e | Edgard De Caluwé  | Belgique |                           |       |
| 4e | Antonin Magne     | France   | France-Sport-Dunlop       |       |
| 5e | Georges Speicher  | France   |                           |       |
| 6e | Jules Merviel     | France   |                           |       |
| 7e | René Bernard      | France   |                           |       |
| 8e | Sylvère Maes      | Belgique |                           |       |
| 9e | Eugenio Gestri    | Italie   |                           |       |
| 10e | Pierre Cloarec    | France   |                           |       |